# Kirnberg an der Mank
Kirnberg an der Mank est une commune autrichienne du district de Melk en Basse-Autriche.